# Миколаївка (Новгород-Сіверський район)
Микола́ївка — село в Україні, у Семенівській міській громаді Новгород-Сіверського району Чернігівської області. Населення становить 190 осіб.
До 2017 року органом місцевого самоврядування була Миколаївська сільська рада.

## Історія
12 червня 2020 року, відповідно до Розпорядження Кабінету Міністрів України № 730-р «Про визначення адміністративних центрів та затвердження територій територіальних громад Чернігівської області», увійшло до складу Семенівської міської громади.
19 липня 2020 року, в результаті адміністративно-територіальної реформи та ліквідації Семенівського району, село увійшло до Новгород-Сіверського району.
Російське вторгнення в Україну
8 жовтня 2022 року село зазнало мінометного обстрілу російськими військами.
9 липня 2023 року за повідомленням Оперативного командування «Північ» зафіксовано обстріли: Костобобрів — вісім приходів, імовірно міномет 120 мм. Миколаївка — три приходи, ймовірно ствольна артилерія. Карповичі — вісім приходів, імовірно міномет 82 мм.
10 листопада 2023 року російська армія зі ствольної артилерії обстріляла село.
У вересні 2024 року від російських обстрілів у селі згоріло чи пошкоджено вогнем понад 30 будівель.